# Руново-Славенське
Руново-Славенське (пол. Runowo Sławieńskie) — село в Польщі, у гміні Кобильниця Слупського повіту Поморського воєводства.
Населення — 174 особи (2011).
У 1975-1998 роках село належало до Слупського воєводства.

## Демографія
Демографічна структура станом на 31 березня 2011 року:
|          | Загалом | Допрацездатний вік | Працездатний вік | Постпрацездатний вік |
| -------- | ------- | ------------------ | ---------------- | -------------------- |
| Чоловіки | 89      | 21                 | 65               | 3                    |
| Жінки    | 85      | 19                 | 54               | 12                   |
| Разом    | 174     | 40                 | 119              | 15                   |